# Martela
Martela — международная компания, штаб-квартира которой расположен в городе Хельсинки. Основана в 1945 году как семейный бизнес. Сегодня является лидером среди производителей офисной мебели в Финляндии. Входит в тройку ведущих фабрик Скандинавии.
Производственные мощности компании расположены в Финляндии, Швеции и Польше.

## Финансовые показатели
По итогам 2010 года оборот компании составил 110 миллионов евро. В компании работает более 600 сотрудников. Акции Martela Oyj котируются на Скандинавской Фондовой бирже OMX Stock в Хельсинки.

## Martela в России
Дилерская сеть на территории России сформирована более 20 лет назад. В 2008 году Martela открыла офис в Санкт-Петербурге, в 2010 году в Москве.

## Продуктовая линейка
Основной продуктовый сегмент — офисная мебель А класса. Рабочие станции (столы, рабочие кресла и пр.), мебель для переговорных комнат, решения для лобби, фойе, рекреационных зон. Martela — одна из лидирующих компаний на международном рынке мебели для школ, аудиторий и социальных объектов.
Компания работает с выдающимися дизайнерами мира, среди которых: Карим Рашид, Ээро Аарнио, шведское дизайнерское бюро o4i и пр.
Среди глобальных клиентов Martela — Nokia, Nordea Bank, Tieto, Kone, Oracle, Siemens, Samsung, более сотни известных компаний по всему миру. Среди проектов, реализованных в России — Neste, Coca Cola, Мострансгаз, Ингосстрах, Trinfico, Аэрофлот, DSF Logistic, «В контакте» и пр.